# Maniquerville (film)
Pour plus de détails, voir Fiche technique et Distribution.
Maniquerville est un film français réalisé par Pierre Creton, sorti en 2010.

## Fiche technique
- Titre : Maniquerville
- Réalisation : Pierre Creton
- Scénario : Pierre Creton, Cyril Neyrat et Marie Vermillard
- Photographie : Pierre Creton
- Son : Graciela Barrault et Claire-Anne Largeron
- Montage son / Mixage : Mikaël Barre
- Montage : Ariane Doublet
- Société de production : Capricci Films
- Pays d’origine :  France
- Durée : 84 minutes
- Date de sortie : France, 2 juin 2010

## Distribution
- Françoise Lebrun
- Clara Le Picard

## Distinctions
- 2009 : Prix Marseille-Espérance au FIDMarseille[1]